# 日本風景写真協会
日本風景写真協会（にほんふうけいしゃしんきょうかい、Japan Nature Scenery Photograph Association）は風景写真を撮影する写真家、写真愛好家の団体。
2001年7月、創立。日本写真著作権協会に加盟。
全国に30数支部があり、1400名余の会員が所属。略称「JNP」。事務局は京都市下京区にある。

## 主な事業
- 協会報（年4回発行）行事案内
- 撮影会・研究会・セミナー（全国と支部）
- 展覧会、支部展

## 役員
会長は、山本一。名誉会員に白簱史朗、竹内敏信ら。山本建三も生前は名誉会員だった。